# Peregrine (atterrisseur)
Peregrine est un atterrisseur développé par la société Astrobotic Technology pour déposer des charges utiles à la surface de la Lune dans le cadre du programme Artemis de l'agence spatiale américaine, la NASA. Le développement de l'engin spatial ainsi que le lancement et la dépose de la charge utile sont l'entière responsabilité d'Astrobotic dans le cadre du programme Commercial Lunar Payload Services (CLPS). Ce dernier est mis en place par la NASA pour sous-traiter la logistique lunaire lourde associée à son projet d'installation d'une base semi-permanente à la surface de la Lune et réduire ainsi son coût. Peregrine est un engin de 1,3 tonne placé en orbite par un lanceur Vulcan Centaur et qui peut déposer une charge utile de 100 kg aux latitudes moyennes ou polaires de la Lune. Sa durée de vie est d'une journée lunaire. La sélection de l'atterrisseur par la NASA a lieu en 2016, et le premier vol commandé par cette dernière et emportant 90 kilogrammes d'instruments a lieu le 8 janvier 2024.

## Peregrine, un héritage duGoogle Lunar X Prize
Le développement de Peregrine débute en 2016 dans le but de remporter le Google Lunar X Prize. Ce concours, créé en 2007, prévoyait de verser 20 millions de dollars américains à la première équipe capable d'envoyer avant une date donnée (initialement 2015 puis mars 2018) un robot sur la surface de la Lune à condition que celui-ci parcoure sur le sol lunaire au moins 500 mètres et qu'il transmette des vidéos et des images à haute résolution. L'objectif de ce concours était de stimuler le développement de l'activité spatiale en encourageant les solutions permettant d'abaisser les coûts de l'exploration du système solaire par des robots. 
Astrobotic Technology est créée à Pittsburgh en 2007 par Red Whittaker, chercheur de l'Université Carnegie-Mellon spécialiste des robots, et plusieurs associés pour tenter de remporter le concours. L'équipe développe d'abord un premier atterrisseur Griffin monomoteur puis abandonne ce projet pour le Peregrine moins puissant. Pour sa conception, Astrobotic noue un partenariat avec la société européenne Airbus Defence and Space. Aucune équipe n'ayant atteint les objectifs en mars 2018 Google annonce officiellement que le concours Google Lunar X Prize s'est achevé sans vainqueur. Dès décembre 2016, Astrobotic Technology, au vu du planning de son projet, s'était retiré de la compétition.

## Contexte: Le programmeArtemis
L'agence spatiale américaine développe dans les années 2010 un programme dont l'objectif final est d'installer un avant-poste semi-permanent à la surface de la Lune occupé par des astronautes qui seront notamment chargés de mettre au point de nouvelles technologies destinées à une future mission vers Mars. À l'initiative du gouvernement américain, le planning des missions est accéléré en 2019 avec un objectif de première dépose d'un équipage dès 2024. L'ensemble du projet est baptisé programme Artemis. Avant de faire atterrir des hommes dans la région du pôle sud lunaire, la NASA veut lancer plusieurs missions robotiques ayant pour objectif d'effectuer une première reconnaissance. Ces missions doivent notamment étudier les caractéristiques de la glace d'eau qui se trouve au pôle sud, et qui est la raison pour laquelle cette région a été retenue. Les autres objectifs sont l'étude de la géologie lunaire et de l'environnement pour préparer les premières missions avec équipage. Ces missions robotiques se poursuivront après le premier atterrissage d'un équipage sur le sol lunaire. En 2018, l'agence spatiale décide de confier la dépose de missions robotiques sur la surface lunaire à des sociétés privées dans le cadre d'un programme baptisé Commercial Lunar Payload Services à l'image de ce qui a été fait pour le ravitaillement et la relève des équipages de la Station spatiale internationale (programmes COTS et  CCDeV). L'objectif de cette démarche est de réduire les coûts de l'exploration de la Lune et d'accélérer les missions de retour d'échantillons et de prospection de ressources ainsi que de promouvoir l'innovation et la croissance des sociétés commerciales du secteur.

## Sélection dePeregrine
Après avoir soumis un cahier des charges provisoire en septembre 2018, la NASA sélectionne en novembre neuf sociétés susceptibles de répondre à l'appel d'offres définitif qui a été lancé courant 2018. Le programme dispose d'un budget de 2,6 milliards US $ sur les dix prochaines années. Les sociétés présélectionnées comprennent notamment la société Astrobotic Technology qui propose son atterrisseur Peregrine. En juin 2019, l'agence spatiale attribue le développement d'un atterrisseur lunaire à trois sociétés : Astrobotic Technology, Intuitive Machines et OrbitBeyond. Celles-ci vont recevoir 250 millions US$.

## Caractéristiques techniques
Peregrine est un petit atterrisseur disponible dans deux configurations selon qu'il se pose aux latitudes moyennes ou polaires. La structure de l'atterrisseur est réalisée en alliage d'aluminium. Le train d'atterrissage comprend quatre pieds conçus pour amortir le choc au moment du contact avec le sol et stabiliser l'engin. L'énergie est fournie par des panneaux solaires qui sont situés au sommet ou sur les flancs de l'atterrisseur selon la configuration. La propulsion principale comprend cinq moteurs-fusées (poussée unitaire 667 newtons). Douze moteurs-fusées (poussée unitaire 45 newtons), regroupés en grappe de trois, sont utilisés pour le contrôle d'attitude. Tous consomment un mélange hypergolique de MMH et de MON-25. Les ergols sont stockés dans quatre réservoirs (deux par type d'ergols). Un cinquième réservoir situé au centre stocke l'hélium utilisé pour pressuriser les ergols. Le système de contrôle d'attitude comprend un viseur d'étoiles, des capteurs solaires et une centrale à inertie. Pour l'atterrissage à la surface de la Lune, Peregrine emporte un équipement expérimental, baptisé OPAL, développé en coopération avec des établissements de la NASA (centre Lyndon Johnson et JPL) qui comprend une caméra et un processeur puissant. Celui-ci dirige l'atterrissage en comparant les images prises et celles stockées en mémoire. Les communications avec la Terre sont assurées en bande X via une antenne à moyen gain et plusieurs antennes à bas gain.

## Types de prestation

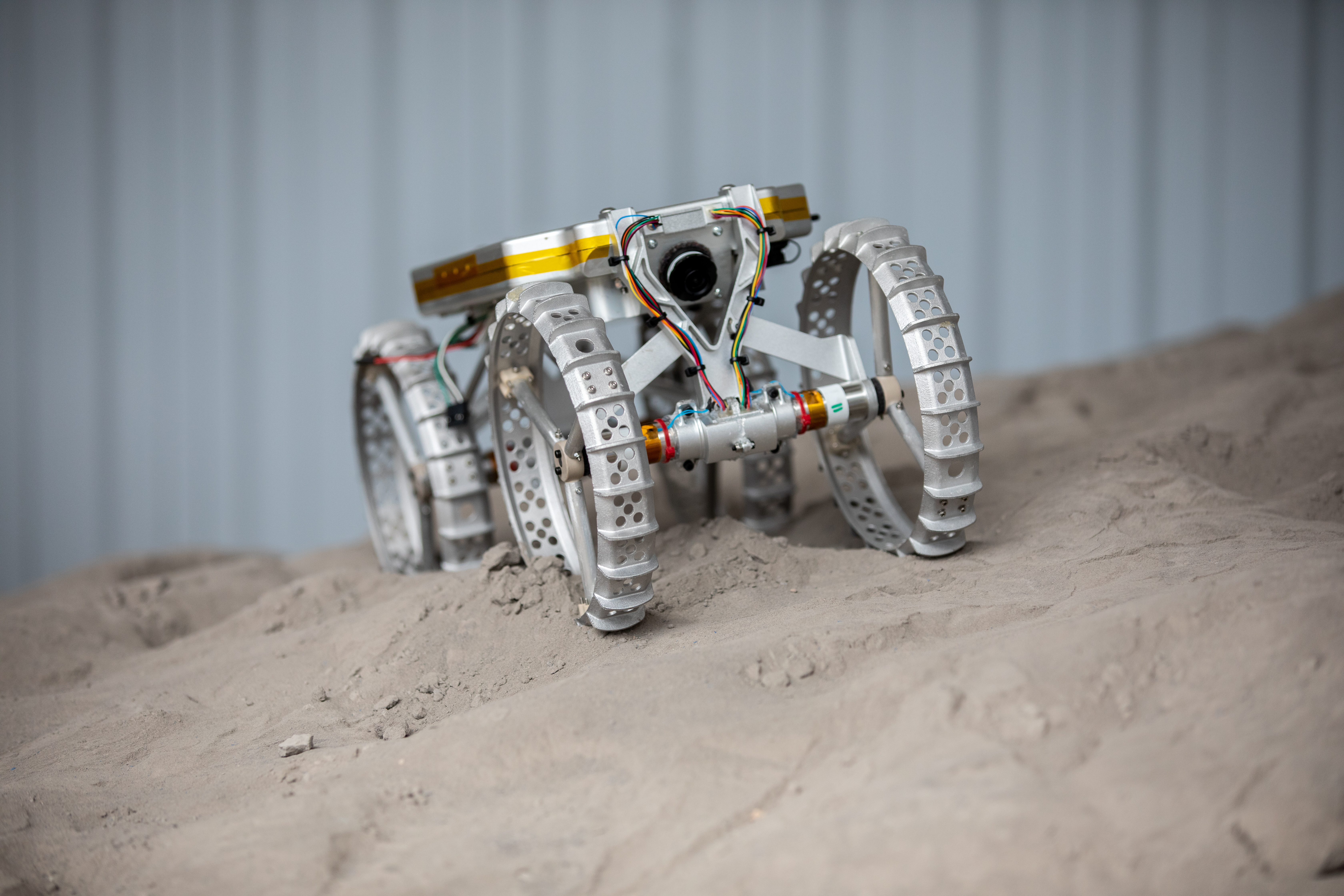
Prototype du CubeRover développé par Astrobotic Technology capable d'emporter une charge utile déposée sur le sol lunaire par l'atterrisseur Peregrine.

Astrobotic Technology propose trois types de prestation  : 
- la charge utile est larguée sur deux des trois orbites lunaires sur lesquelles l'atterrisseur circule avant de se poser sur la Lune. L'inclinaison orbitale de ces orbites est fixée par la latitude du site d'atterrissage. Les charges utiles sont larguées par défaut sur l'orbite LO2 (100 × 750 kilomètres). À la demande, elles peuvent être larguées sur l'orbite LO1 (100 × 8 700 kilomètres), où l'atterrisseur séjourne durant 24 heures. L'orbite LO3, la plus proche de la Lune (100 × 100 kilomètres), où l'atterrisseur séjourne durant 72 heures pour préparer la descente vers le sol lunaire, ne permet pas de largage de charge utile. Cette prestation est facturée 300 000 US$ par kilogramme ;
- la charge utile reste solidaire de l'atterrisseur après l'arrivée sur le sol lunaire (ou est larguée au pied de celui-ci). Cette prestation est facturée 1 200 000 US$ par kilogramme ;
- la charge utile est placée sur un astromobile (masse totale de quatre kilogrammes) développé par Astrobotic (CubeRover), qui lui donne la possibilité d'étudier la surface de la Lune à une certaine distance du site d'atterrissage. Cette prestation est facturée 4 500 000 US$ par kilogramme.

L'atterrisseur peut déposer ses charges utiles aux latitudes moyennes de la Lune (entre 40 et 50° de latitude nord ou sud). Sa capacité est alors de 70 à 90 kilogrammes et il fonctionne durant 192 heures c'est-à-dire une journée lunaire (il ne survit pas à la nuit lunaire). Pour ces latitudes, les panneaux solaires sont montés sur sa partie supérieure. L'atterrisseur peut également se poser au niveau des latitudes polaires. Il peut alors transporter 100 kilogrammes. Dans cette configuration, les panneaux solaires sont fixés sur ses flancs (la lumière est en permanence rasante). Au niveau de ces latitudes, il peut survivre plus de 192 heures si la zone d'atterrissage bénéficie d'une durée d'ensoleillement plus longue.
Les charges utiles peuvent être fixées au-dessus ou en dessous des plateaux de l'atterrisseur, à l'intérieur ou à l'extérieur de ses parois. Par défaut, l'atterrisseur fournit un watt d'énergie électrique par kilogramme de charge utile et une bande passante de 10 kilobits par seconde pour l'envoi de données vers la Terre. Ces valeurs sont négociables.
À bord de l'engin réalisant la mission au départ en janvier 2024 se trouvent soixante-six capsules, contenant chacune les cendres d’un humain décédé et d’un chien. Ce type de prestation est régulièrement réalisé par la société CELESTIS depuis les années 1990, réalisées par les missions programmées de la NASA.

## Vols planifiés

### Mission inaugurale:Peregrine Mission One

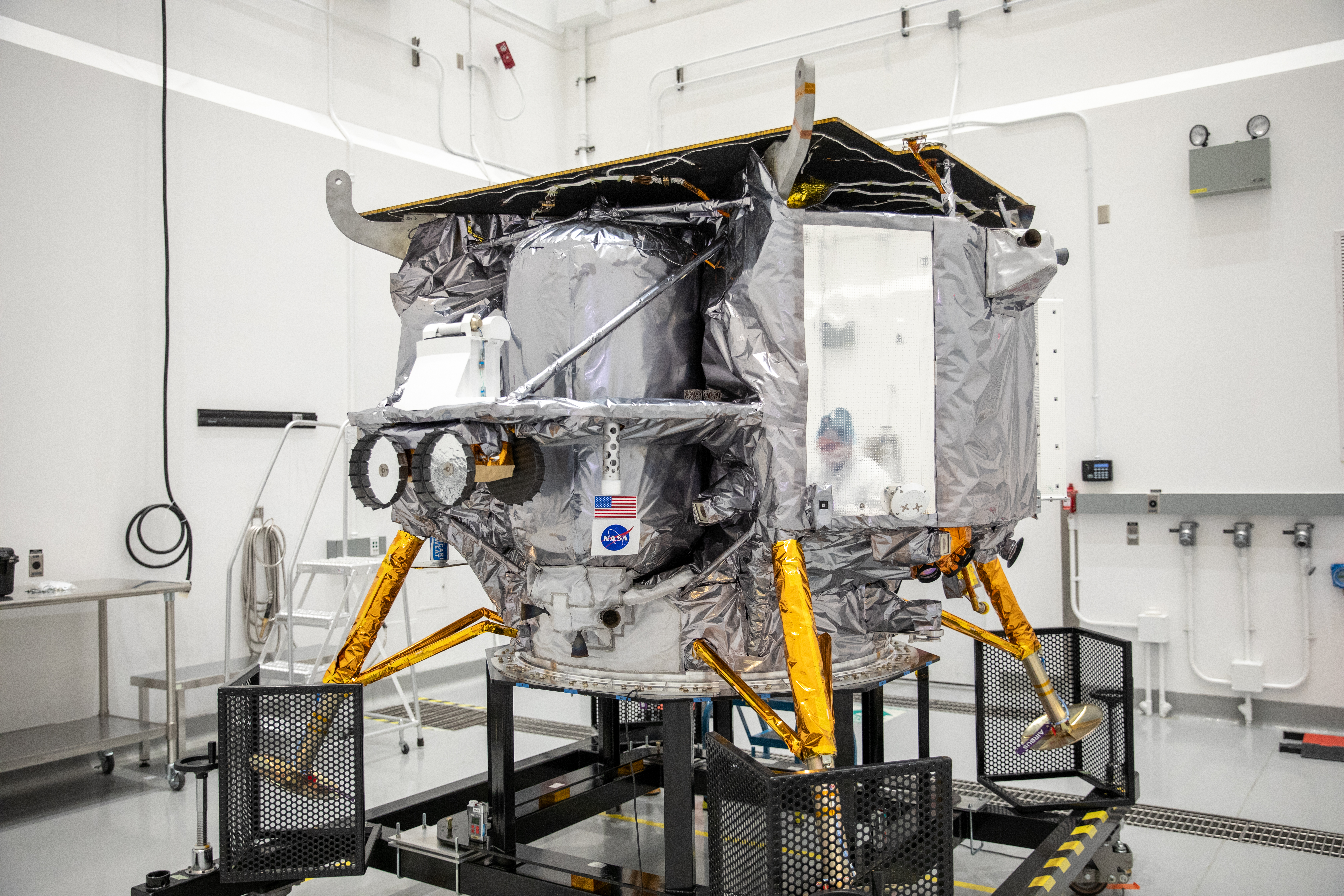
L'atterrisseur lunaire Peregrine peu avant son vol inaugural.

Il est prévu en 2019 que l'atterrisseur lunaire dépose ses charges utiles à la surface de la Lune sur le site de Lacus Mortis, une plaine basaltique située au nord-ouest de la face visible de la Lune. Depuis cette date, la stratégie scientifique a été affinée et la NASA a annoncé en février 2023 que l'atterrisseur se poserait finalement dans une région située près des dômes de Gruithuisen au nord-est de l'Océan des Tempêtes. Les données recueillies sur ce site permettront ainsi de compléter celles fournies par la suite instrumentale Lunar-VISE qui doit être déposée dans la même région par un vol CPLS programmé plus tard.   
La mission doit déposer sur le sol lunaire 28 charges utiles distinctes dont 14 fournies par la NASA.
La mission inaugurale (Peregrine Mission One) débute le 8 janvier 2024  . L'atterrisseur est lancé par la fusée Vulcan Centaur dont c'est le vol inaugural et décolle de la base de Cape Canaveral en Floride.  Elle a été attribuée par la NASA en mai 2019 pour un montant de 79,5 millions US$. 
Après le décollage réussi du 8 janvier 2024 un incident survient et l'atterrisseur connait un problème de propulsion qui l'empêche de s'orienter vers le soleil, compromettant l'aboutissement de la mission,,.